# Palyusik Mátyás
Palyusik Mátyás (Telekgerendás, 1918. június 11. – Kerepestarcsa, 1994. február 3.) magyar állatorvos, az állatorvos-tudományok kandidátusa, címzetes egyetemi tanár.

## Élete
Palyusik Mátyás 1918-ban született a Békés vármegyei Telekgerendáson. 1937-ben érettségizett a békéscsabai gimnáziumban, majd 1942-ben a József Nádor Műszaki és Gazdaságtudományi Egyetem (JNMGE) Állatorvos-tudományi Karán állatorvosi diplomát, 1943-ban pedig állatorvos-doktori oklevelet szerzett. 1941 és 1942 között a JNMGE Állatorvos-tudományi Kar Járványtani és Bakteriológiai Tanszékének gyakornoka, illetve egyetemi tanársegéde volt, majd a második világháborúban 1942-től 1945-ig frontszolgálatot teljesített. 1945 és 1948 között szovjet hadifogságban volt.
Hazatérését követően Mezőhegyesen, majd 1949-ben Budapesten lett állami állatorvos. 1950-től 1951-ig az Állatorvos-tudományi Főiskola Járványtani Tanszék főiskolai tanársegéde, 1951 és 1954 között főiskolai, illetve egyetemi adjunktusa, 1954-től 1967-ig egyetemi docense volt, majd 1981-ig az MTA Állatorvos-tudományi Kutató Intézete tudományos főmunkatársaként dolgozott. 1961-ben az állatorvos-tudományok kandidátusa lett, címzetes egyetemi tanár volt.
Állatorvosi bakteriológiával és járványtannal, elsősorban a sertések heveny és idült paratífuszának vizsgálatával foglalkozott, a magyarországi mikotoxinkutatások megalapítójaként tartják számon. Munkáját 1978-ban Akadémiai Díjjal, 1980-ban pedig a Munka Érdemrend ezüst fokozatával ismerték el. 1994-ben hunyt el Kerepestarcsán, a cinkotai temetőben nyugszik.